# 1242
| 1242               |
| ------------------ |
| Dødsfald - Fødsler |
|                    |

| Gregoriansk kalender | 1242 MCCXLII            |
| Ab urbe condita      | 1995                    |
| Armensk kalender     | 691 ԹՎ ՈՂԱ              |
| Kinesiske kalender   | 3938 – 3939 辛丑 – 壬寅 |
| Etiopisk kalender    | 1234 – 1235             |
| Jødisk kalender      | 5002 – 5003             |
| Hindukalendere       |                         |
| - Vikram Samvat      | 1297 – 1298             |
| - Shaka Samvat       | 1164 – 1165             |
| - Kali Yuga          | 4343 – 4344             |
| Iransk kalender      | 620 – 621               |
| Islamisk kalender    | 639 – 640               |

Konge i Danmark: Erik Plovpenning, med 1232 og ene 1241-1250
Se også 1242 (tal)

## Begivenheder
- Borgerkrig mellem Erik 4. Plovpenning og hertug Abel, senere konge af Danmark fra 1250 til 1252.